# Эль-Ханка
Эль-Ханка (араб. الخانكة‎) — город на севере Египта, расположенный на территории мухафазы Кальюбия.

## Географическое положение
Город находится на юге мухафазы, в южной части дельты Нила, к северу от Каира, на расстоянии приблизительно 30 километров к юго-востоку от Бенхи, административного центра провинции. Абсолютная высота — 10 метров над уровнем моря.

## Демография
По данным переписи 2006 года численность населения Эль-Ханки составляла 59 500 человек.
Динамика численности населения города по годам:
| 1996   | 2006   |
| ------ | ------ |
| 55 013 | 59 500 |

## Транспорт
Ближайший крупный гражданский аэропорт — Международный аэропорт Каира.